# Mijn Genoegen
Mijn Genoegen is een paltrok-houtzaagmolen in het Nederlands Openluchtmuseum in Arnhem. De witgeschilderde molen werd oorspronkelijk in Dordrecht gebouwd met als naam Het Spinnewiel. In 1854 werd de paltrokmolen verplaatst naar Numansdorp, waar hij de naam Mijn Genoegen kreeg. Het Openluchtmuseum kocht de molen in 1927.
Tijdens de Slag om Arnhem werd de molen zwaar beschadigd. In 1946 volgde herstel, maar in 1986 is Mijn Genoegen weer maalvaardig gemaakt. Hiervoor werd de molen tijdelijk geheel uit elkaar gehaald, voor restauratie in Zaandijk.
Door de slechte molenbiotoop op het museumterrein is er onvoldoende wind om te malen. De zaagramen worden door een elektromotor aangedreven. Alle kammen zijn uit het bovenwiel verwijderd en de wieken draaien uitsluitend voor de sier.
De molen is regelmatig in werking op dagen dat een molenaar aanwezig is. Doorgaans is dat op woensdagen.

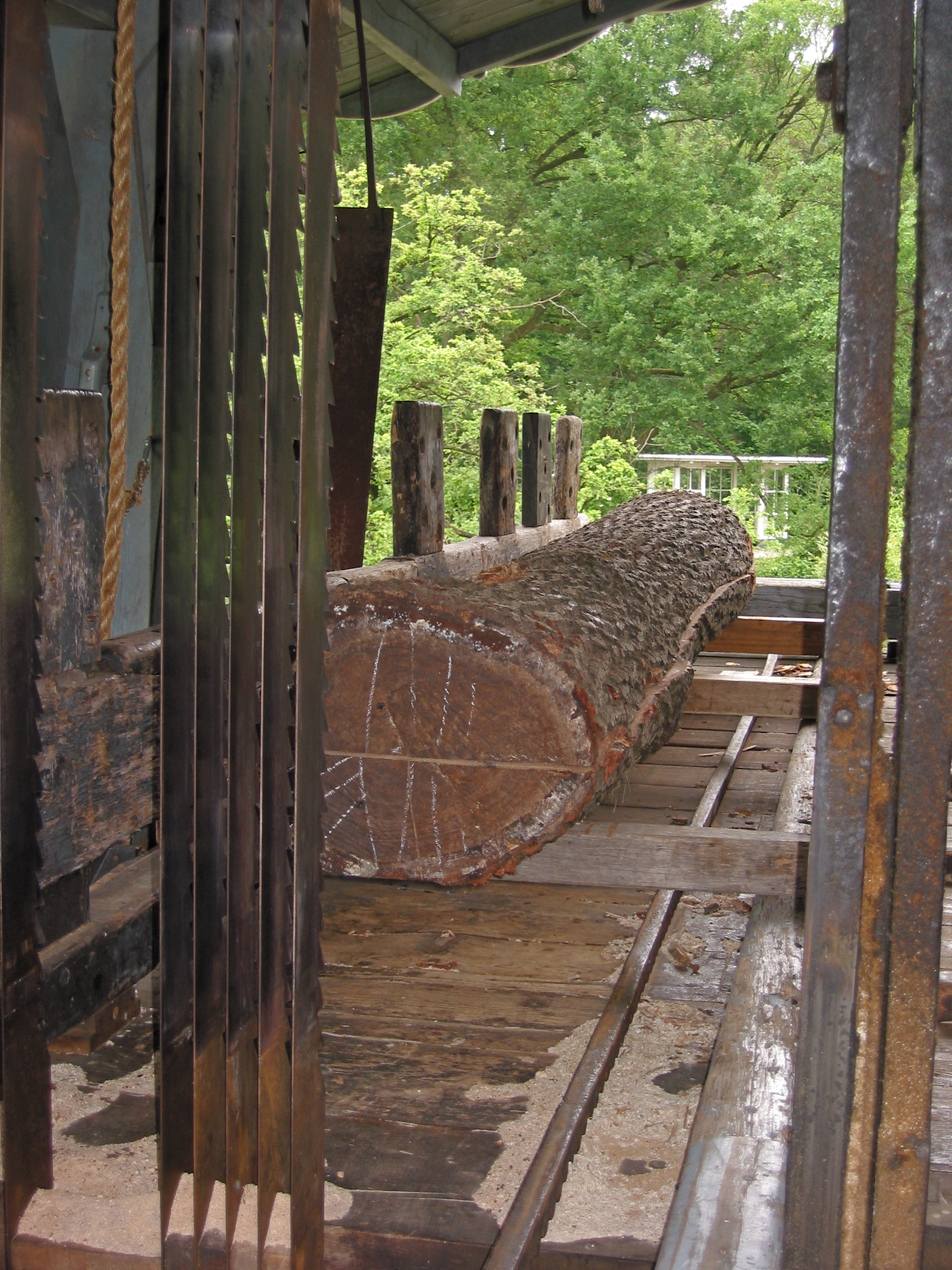
Zaagraam met te zagen eik op zaagslee
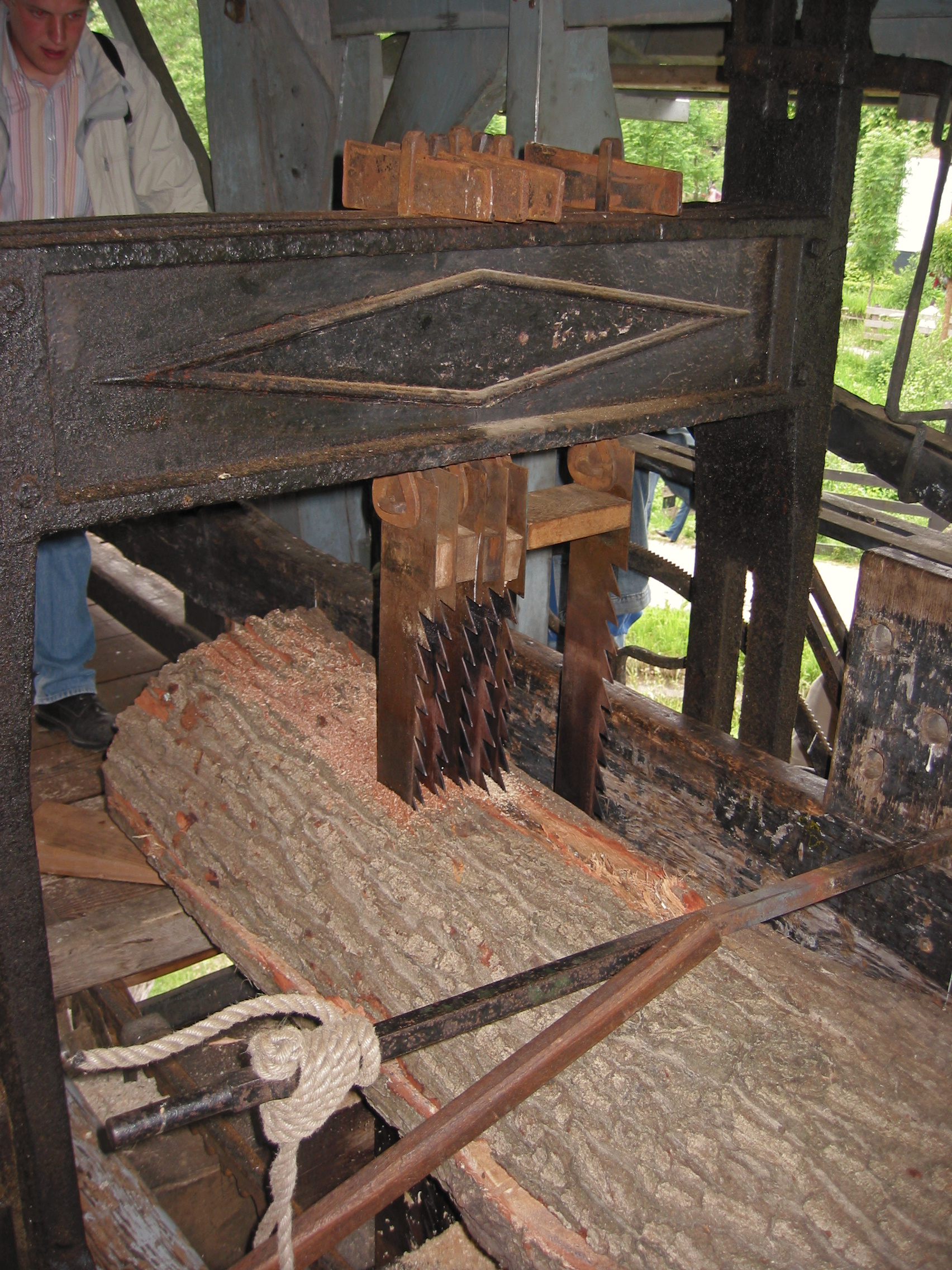